# Ashley McKenzie

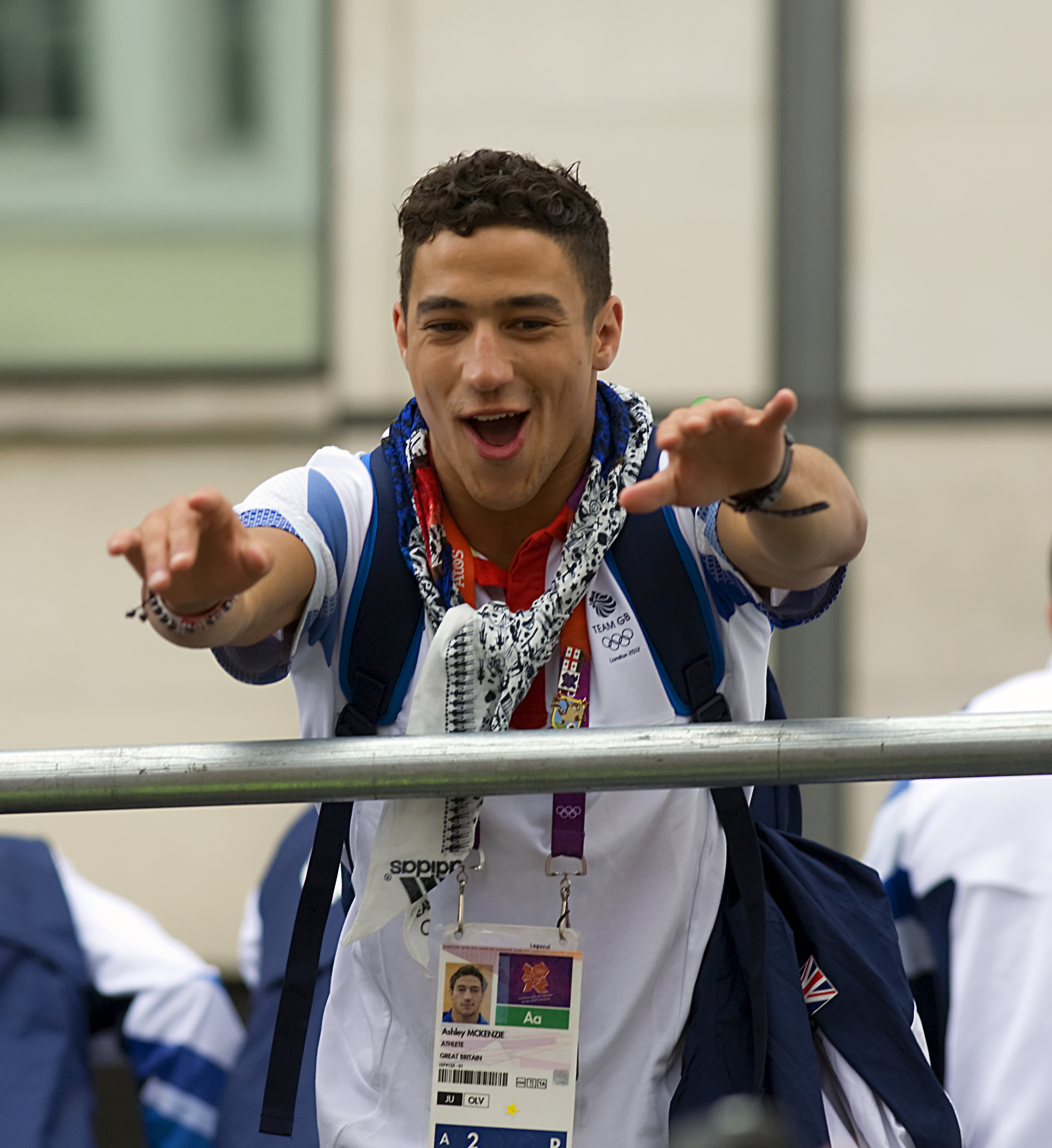
Ashley McKenzie (2012)

Ashley McKenzie (* 17. Juli 1989 in London) ist ein britisch-jamaikanischer Judoka. Er war Europameisterschaftsdritter 2013 und 2018.

## Sportliche Karriere
Der 1,68 m große Ashley McKenzie war 2005 Dritter der Kadetten-Europameisterschaften in der Gewichtsklasse bis 50 Kilogramm. Seit 2006 kämpft er im Ultraleichtgewicht, der Gewichtsklasse bis 60 Kilogramm. 2007 gewann er eine Bronzemedaille bei den U20-Europameisterschaften. Zwei Jahre später war er Dritter der U23-Europameisterschaften, 2010 gewann er den Titel. Bei den Olympischen Spielen 2012 in London hatte er in der ersten Runde ein Freilos, in der zweiten Runde schied er gegen den Japaner Hiroaki Hiraoka aus.
Bei den Europameisterschaften 2013 in Budapest unterlag er im Halbfinale dem Georgier Amiran Papinaschwili, im Kampf um Bronze bezwang McKenzie den Österreicher Ludwig Paischer. 2014 belegte er den fünften Platz bei den Europameisterschaften. Drei Monate später gewann er bei den Commonwealth Games in Glasgow durch einen Finalsieg über den Inder Navjot Chana. Die Europameisterschaften 2015 wurden im Rahmen der Europaspiele 2015 in Baku ausgetragen. McKenzie unterlag im Achtelfinale dem Niederländer Jeroen Mooren. Bei den Olympischen Spielen 2016 in Rio de Janeiro schied er in seinem zweiten Kampf gegen den Kasachen Jeldos Smetow aus.
2017 belegte McKenzie den siebten Platz bei den Europameisterschaften in Warschau. Im Jahr darauf fanden die Europameisterschaften in Tel Aviv statt. McKenzie unterlag im Viertelfinale dem Russen Islam Jaschujew. Mit Siegen über den Ungarn Csaba Szabó und den Ukrainer Artem Lessjuk erkämpfte er sich nach 2013 wieder eine Bronzemedaille. Bei den im Rahmen der Europaspiele 2019 in Minsk ausgetragenen Europameisterschaften unterlag McKenzie im Achtelfinale dem Franzosen Luka Mkheidze. Bei den Olympischen Spielen 2020 in Tokio schied er in seinem Auftaktkampf gegen Kəramət Hüseynov aus Aserbaidschan aus. 2022 siegte er bei den Commonwealth Games.
2023 wechselte er seine Verbandszugehörigkeit und startete erstmals für Jamaika. Bei den Olympischen Spielen 2024 in Paris gewann er seinen Auftaktkampf und verlor dann im Achtelfinale gegen den Türken Salih Yıldız.